# Karim Maroc
Karim Maroc (àrab: كريم ماروك)  (Hassi El Ghella, 5 de març de 1958) és un exfutbolista algerià de la dècada de 1980.
Fou internacional amb la selecció d'Algèria amb la qual participà en la Copa del Món de futbol de 1982 i 1986.
Pel que fa a clubs, destacà a Olympique Lyon, Stade Brestois i MC Oran.